# Hypsiboas semiguttatus
Hypsiboas semiguttatus är en groddjursart som först beskrevs av Lutz 1925.  Hypsiboas semiguttatus ingår i släktet Hypsiboas och familjen lövgrodor. IUCN kategoriserar arten globalt som livskraftig. Inga underarter finns listade i Catalogue of Life.